# Домінік Барателлі
Домінік Барателлі (фр. Dominique Baratelli, нар. 26 грудня 1947, Ніцца) — французький футболіст, що грав на позиції воротаря.
Виступав за «Аяччо», «Ніццу» та «Парі Сен-Жермен», а також національну збірну Франції.

## Клубна кар'єра
Народився 26 грудня 1947 року в місті Ніцца. Вихованець футбольної школи клубу «Карвігаль» (Cavigal Nice Sports) з рідного міста.
У дорослому футболі дебютував 1967 року виступами за команду «Аяччо», в якій провів п'ять сезонів у Дивізіоні 1, взявши участь у 107 матчах чемпіонату.
Протягом 1972—1977 років захищав кольори команди клубу «Ніцца».
Влітку 1977 року перейшов до столичного «Парі Сен-Жермена», за який відіграв 8 сезонів. Більшість часу, проведеного у складі «Парі Сен-Жермен», був основним голкіпером команди і виграв з командою Кубка Франції. Завершив професійну кар'єру футболіста виступами за «Парі Сен-Жермен» у 1985 році. Всього за кар'єру зіграв у 593 матчах Дивізіону 1 та 64 матчах національного кубка. Крім того провів 22 гри у єврокубках — 10 у Кубку кубків і 11 у Кубку УЄФА.

## Виступи за збірні
Протягом 1968–1971 років залучався до складу молодіжної збірної Франції. На молодіжному рівні зіграв у 25 офіційних матчах, пропустив 1 гол.
11 червня 1972 року дебютував в офіційних матчах у складі національної збірної Франції.
У складі збірної був учасником чемпіонату світу 1978 року в Аргентині та чемпіонату світу 1982 року в Іспанії. На першому світовому форумі Домінік зіграв одну гру, проти збірної Аргентини (1:2), замінивши на 55 хвилині травмованого Жана-Поля Бертран-Демана, а на другому чемпіонаті світу був лише третім воротарем і на поле не виходив, а Франція зайняла 4-е місце в цьому турнірі.
Протягом кар'єри у національній команді, яка тривала 11 років, провів у формі головної команди країни лише 21 матч.

## Статистика виступів

### Статистика клубних виступів
| Сезон   | Команда           | Ліга | Ігор |
| ------- | ----------------- | ---- | ---- |
| 1967-68 | «Аяччо»           | Д1   | 19   |
| 1968-69 | «Аяччо»           | Д1   | 23   |
| 1969-70 | «Аяччо»           | Д1   | 27   |
| 1970-71 | «Аяччо»           | Д1   | 38   |
| 1971-72 | «Ніцца»           | Д1   | 38   |
| 1972-73 | «Ніцца»           | Д1   | 38   |
| 1973-74 | «Ніцца»           | Д1   | 38   |
| 1974-75 | «Ніцца»           | Д1   | 38   |
| 1975-76 | «Ніцца»           | Д1   | 38   |
| 1976-77 | «Ніцца»           | Д1   | 37   |
| 1977-78 | «Ніцца»           | Д1   | 20   |
| 1978-79 | «Парі Сен-Жермен» | Д1   | 38   |
| 1979-80 | «Парі Сен-Жермен» | Д1   | 38   |
| 1980-81 | «Парі Сен-Жермен» | Д1   | 38   |
| 1981-82 | «Парі Сен-Жермен» | Д1   | 38   |
| 1982-83 | «Парі Сен-Жермен» | Д1   | 38   |
| 1983-84 | «Парі Сен-Жермен» | Д1   | 38   |
| 1984-85 | «Парі Сен-Жермен» | Д1   | 11   |

## Титули і досягнення
- Володар Кубка Франції (2):

«Парі Сен-Жермен»: 1981/82, 1982/83